# (998) Bodea

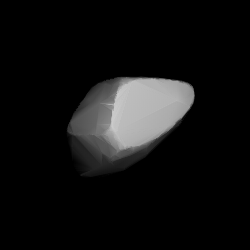
3D-Konvexformmodell von (998) Bodea

(998) Bodea ist ein Asteroid des Hauptgürtels, der am 6. August 1923 von dem deutschen Astronomen Karl Wilhelm Reinmuth an der Landessternwarte Heidelberg-Königstuhl der Universität Heidelberg entdeckt wurde.
Benannt ist der Asteroid nach dem deutschen Astronomen Johann Elert Bode.